# لنگ (سازوکار)

میل‌لنگ (قرمز)، پیستون‌ها و لنگها یا شاتون (میله خاکستری) در داخل سیلندرهایشان (آبی)، و چرخ لنگر (سیاه)

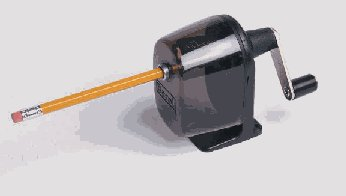
(مداد تراش) نمونه‌ای از لنگی با نیروی انسان

لنگ (سازوکار) (به فرانسوی: manivelle)) بازویی است که رابط بین محور دوار و همچنین بخش رفت و برگشتی است و می‌تواند حرکت رفت و برگشتی را به حرکت دایره ای تبدیل کند.
لنگ دارای قابلیت تغیر زاویه محدود است و یک انتهای آن به عضوی وصل است که حرکت خطی دارد و دیگر انتهای آن حرکت دایره‌ای دارد.
کاربرد لنگ می‌تواند از رابط بین پیستون و میل‌لنگ در انواع موتورهای درون‌سوز که شاتون نامیده می‌شود تا دریل مکانیکی و پدال دوچرخه نام برد.
اصطلاح لنگ بیشتر در مورد سامانه‌هایی که با نیروی بدن انسان به حرکت در می‌آیند کاربرد دارد (مثلاً دریل یا دوچرخ)